# Cornelius Stüssgen
Cornelius Stüssgen (* 8. Mai 1877 in Dormagen; † 24. Juni 1956 in Köln) war ein rheinischer Handelsunternehmer und Begründer der Selbstbedienungsläden.

## Biografie
Als Cornelius Stüssgen am 8. Mai 1877 in Dormagen geboren wurde, betrieb sein Vater Joseph Stüssgen dort eine Schlosserei, und seine Mutter Anne Marie, geborene Pütz, verkaufte Haushaltsartikel. Einige Jahre später zog die Familie nach Stommeln, wo Joseph Stüssgen die elterliche Schlosserei übernahm. Allerdings entschied er sich bald dafür, in das wirtschaftlich aufstrebende Köln-Ehrenfeld zu ziehen.
Nachdem er eine Ausbildung in der Kölner Kolonialwarenhandlung Daniel Lippmann absolviert hatte, gründete Cornelius Stüssgen in der Venloer Straße 466 am 28. August 1897 zusammen mit seiner Mutter und seiner Schwester sein erstes Lebensmittelgeschäft. Unter dem Namen „Kölner Konsum-Anstalt“ offerierte das Geschäft Kaffee, Reis, billige Nudeln, Petroleum und Tran. Ein Pfund Rohkaffee verkaufte Stüssgen damals für eine Mark; Erbsen und Bohnen kosteten 15 bis 20 Pfennig das Pfund. Ein Hering kostete damals bei der Kölner Konsum-Anstalt fünf Pfennig. Die Ladenöffnungszeiten waren von 4 Uhr bis 23 Uhr, auch sonntags und feiertags.
Im Jahre 1899 eröffnete Cornelius Stüssgen in Brühl seine erste Filiale. 1903 wurde die Firma in „Rheinisches Kaufhaus für Lebensmittel“ umbenannt. Ein Jahr später verfügte das junge Unternehmen bereits über zwölf Filialen. Stüssgen empfand das permanente Wiegen, Abmessen und Verpacken der Ware als nicht mehr zeitgemäß. Daraufhin erhielten seine Kunden Waren, die zuvor bereits im Lager eingepackt worden waren. Er schuf die Eigenmarke „Cornelia“, die er mit einem S kennzeichnen ließ.

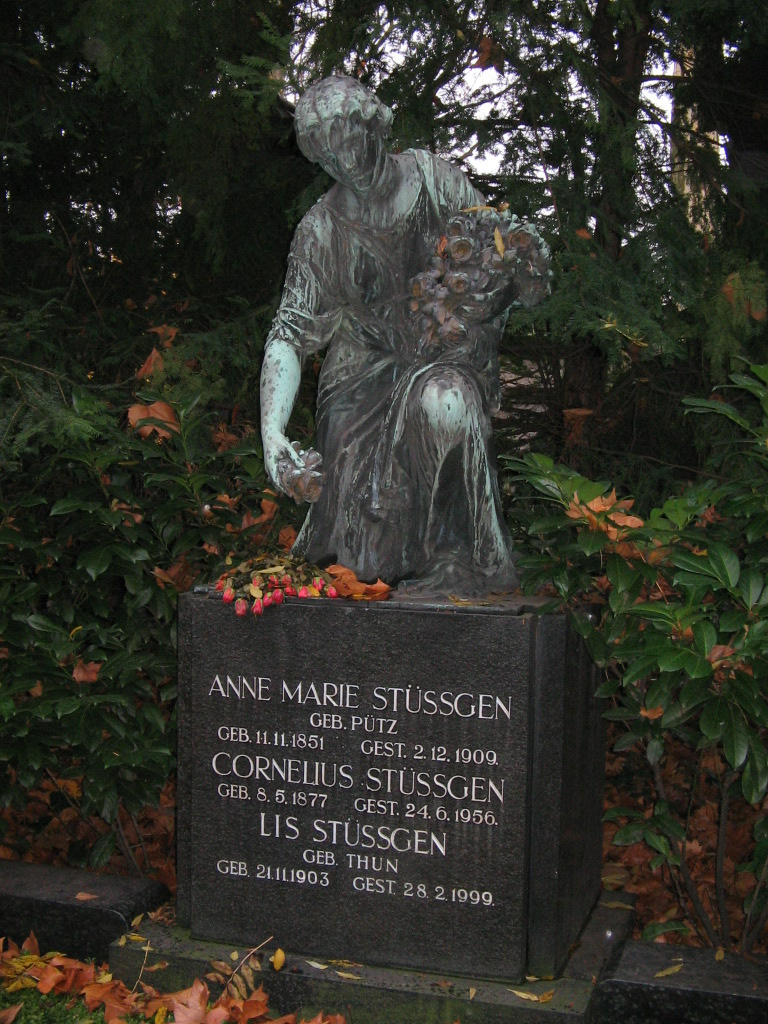
Grabstein von Cornelius Stüssgen auf dem Melaten-Friedhof in Köln

Am 1. Januar 1928 wandelte Cornelius Stüssgen sein Geschäft in eine Aktiengesellschaft, die Cornelius Stüssgen AG mit einem Stammkapital von einer Million Mark um. Cornelius’ Schwester, die Witwe Maria Geyr, war mit 20 Prozent daran beteiligt.
1929 erhielt das Unternehmen eine neue Zentrale in Köln-Braunsfeld. Hier ließ Stüssgen in den 1930er Jahren vier automatische Packanlagen mit einer Tagesleistung von je zehn Tonnen errichten. Die Waren der einzelnen Stockwerke wurden gesammelt und, bevor sie das Lager verließen, von auf Rollschuhen fahrenden Magazinern überprüft. Stüssgen ließ über Pantophone-Lautsprecheranlagen Schallplattenmusik abspielen, wodurch er die Arbeitsleistung steigern wollte. Alleine in der Eier-Abteilung wurden täglich 60.000 Eier geprüft und sortiert. Ende 1933 verfügte die Cornelius Stüssgen AG über 150 Filialen in Rheinland, Westfalen und Hessen-Nassau. Durch Unterkellerung der Unternehmenszentrale in Köln-Braunsfeld und Einlagerung von Wein baute er den Kölner Weinkeller auf.
Im Zweiten Weltkrieg erlitt die Firma schweren Schaden. Sowohl die Zentrale in Köln als auch die Hälfte der Filialen waren 1945 zerstört. Der 68-jährige Cornelius Stüssgen begann umgehend mit dem Wiederaufbau. 1948 konnte sein Unternehmen wieder 82 Filialen betreiben. 1950 gründete er den ersten sogenannten „Tempo-Laden“, in dem es nur noch eine zentrale Kasse gab und der Kunde die einzelnen Waren nicht mehr von der Verkäuferin aufschreiben lassen musste.
1952 veränderte Stüssgen den deutschen Lebensmittelhandel grundlegend, als er in Brühl den ersten Selbstbedienungsladen eröffnete, nur drei Jahre nach der Einführung der Selbstbedienung in einer Zürcher Migros-Filiale. Nach amerikanischem Konzept gestaltete Selbstbedienungsläden kamen erst 1957 durch Herbert Eklöh in Gebrauch.
In seinen letzten Lebensjahren wirkte Cornelius Stüssgen als Konsul von Haiti. Am 24. Juni 1956 starb Cornelius Stüssgen.

## Familie
Cornelius Stüssgen war verheiratet mit Lis (Elisabeth) Stüssgen, geb. Thun (1903–1999), und Vater der Töchter Marys und Sylvia. Marys war mit dem Kölner Architekten Peter Neufert verheiratet und lebte im Hahnwald. Die Tochter Sylvia Berger-Stüssgen war aktiv im Unternehmen tätig und hatte bis zum Verkauf des Unternehmens im Jahre 1989 den Aufsichtsratsvorsitz inne.
Als in den 1970er Jahren wirtschaftliche Probleme für das Unternehmen entstanden, versuchte die Familie zunächst, die Cornelius Stüssgen AG, die auch der „Kaiser der Kölner Bucht“ genannt wurde, durch den Aufbau von SB-Warenhäusern und Discountern sowie einer Drogeriekette gegenzusteuern. Doch der erhoffte Erfolg stellte sich nicht ein. So entschloss man sich im Jahr 1984, 51 Prozent des Unternehmens an die Rewe-Gruppe zu verkaufen. Schließlich veräußerten Stüssgens Witwe und ihre beiden Töchter auch das restliche Aktienpaket im Wert von 55 Millionen Mark an die Rewe-Gruppe. Diese sanierte das Unternehmen und behielt bis 2006 46 Filialen mit dem Namen „Stüssgen – Der Frische“ bei.